# Fodtøj
Fodtøj er beklædningdele, som bliver båret på en persons fødder. Det kan overordnet inddeles ind tre grupper som omfatter sko, støvler og sandaler. Derudover kan det inddeles i grupper efter dets funktion. Disse grupper omfatter: Modefodtøj, sportsfodtøj, komfortfodtøj og sikkerhedsfodtøj.

## Formål
Formålene kan eksempelvis være:
- beskytte fødderne.
- holde vand ude.
- absorbere stød fra underlaget ved løb.
- bedre greb til underlaget – mere skridsikker.
- pynt.

## Typer af fodtøj
Der findes mange slags fodtøj til personer, eksempelvis:
- dansesko
- galoscher
- gummistøvler
- gymnastiksko
- hjemmesko
- kondisko
- laksko
- løbesko
- rulleskøjter
- sandaler
- skistøvler
- sikkerhedssko
- slippers
- sundhedsandaler
- tennissko
- travesko
- træsko
- tøfler

## Specialfodtøj
Skotøj med kileeffekt:
- højhælet sko
- isskøjter
- pigsko

### Andet
Skotøj med omvendt kileeffekt:
- snesko